# 美國聯邦政府

美国的政治制度

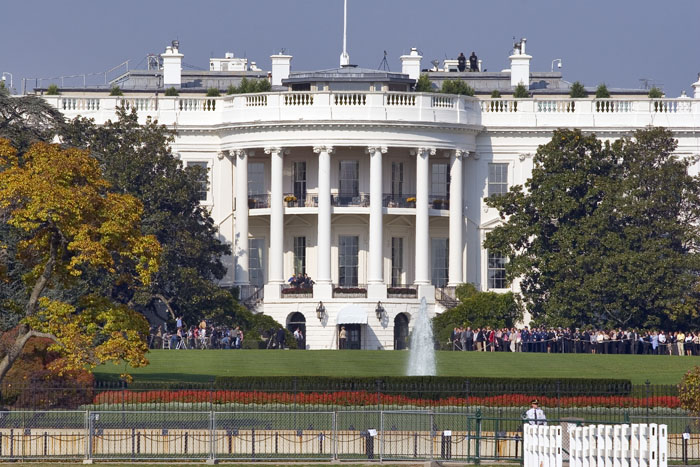
白宮（行政權）

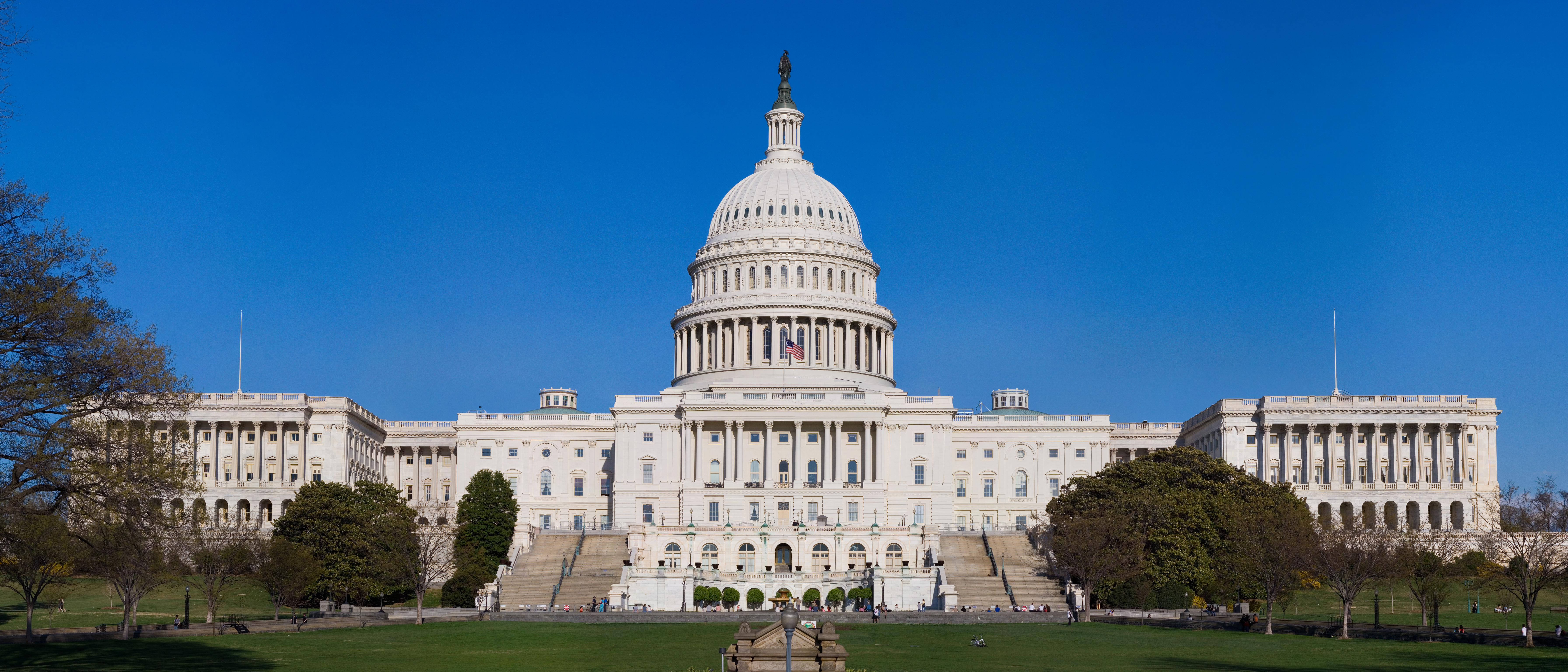
美國國會（立法權）

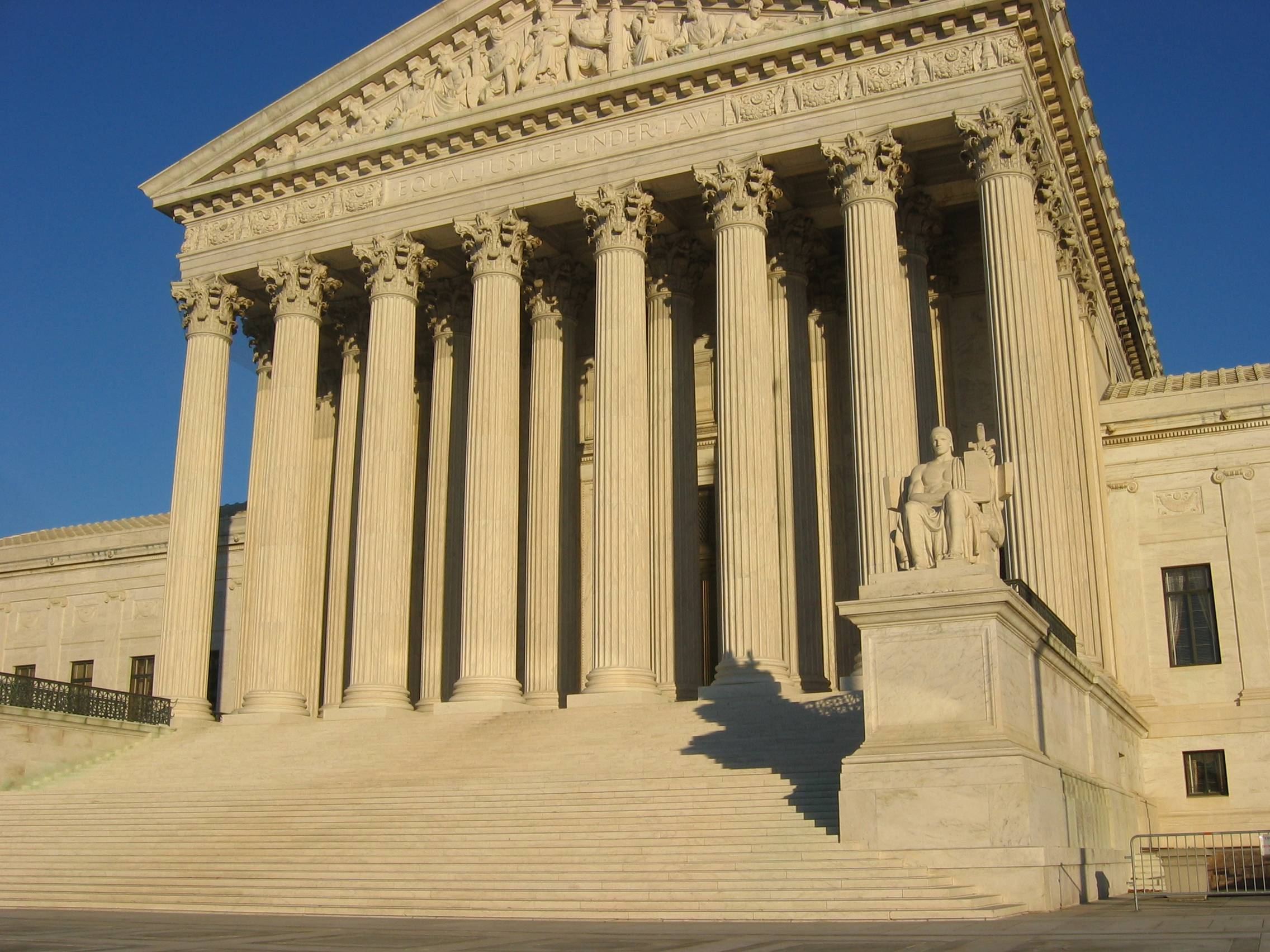
美国联邦最高法院（司法權）

美国聯邦政府（英語：Federal Government of the United States，簡稱：英語：）是美利坚合众国的中央政府。《美国宪法》为美国设立为一个联邦制、代议制的民主共和制度，自1789年5月4日《美国宪法》正式生效以来，该体系持续运作，形成了一个由三个互相制衡的权力部门所构成的联邦政府结构：立法部门、行政部门与司法部门。
立法部门由国会组成，负责制定联邦法律，并拥有对行政和司法部门的监督权。行政部门则由总统领导，负责执行法律、指挥军队、处理外交事务，并监督各联邦行政机构的运作。司法部门由美国最高法院领导，负责诠释宪法与法律，审理联邦案件，并确保三权之间的平衡。国会法案进一步规定了这些部门的权力和职责，包括设立行政部门和隶属于美国最高法院的法院。
在美国的联邦制架构中，主权在联邦政府与各州政府之间共享。每个州在其疆域内享有部分自治权，与联邦政府共同维护整个国家的运作。根据《美国宪法》第十修正案，凡未授予联邦政府的权力皆保留给各州或人民，这一条文奠定了美国联邦主义的法律基础。此外，美国法律也承认，尽管原住民部落受联邦政府的管辖，它们仍具有一定的主权地位。
美国的正式国名为「美利坚合众国」（United States of America），这是宪法中唯一出现的名称，也被使用于货币、条约及涉及国家的法律文件中。在正式文件中，亦常见「美国政府」（Government of the United States of America）或「美国联邦政府」（United States Government）等表述，用以明确区别于各州政府。在日常语言或写作中，人们通常以「联邦政府」指称中央政府，有时也会使用「美国政府」的说法。在许多政府机构与公共计画的名称中，「联邦」（Federal）与「国家」（National）一词，亦经常用以标示其隶属于中央政府，例如：联邦调查局（Federal Bureau of Investigation）、国家海洋和大气管理局（National Oceanic and Atmospheric Administration）、国家公园管理局（National Park Service）等。由于联邦政府所在地设于华盛顿哥伦比亚特区，「华盛顿」一词在媒体或政治语境中也常作为联邦政府的代称。

## 行政部門

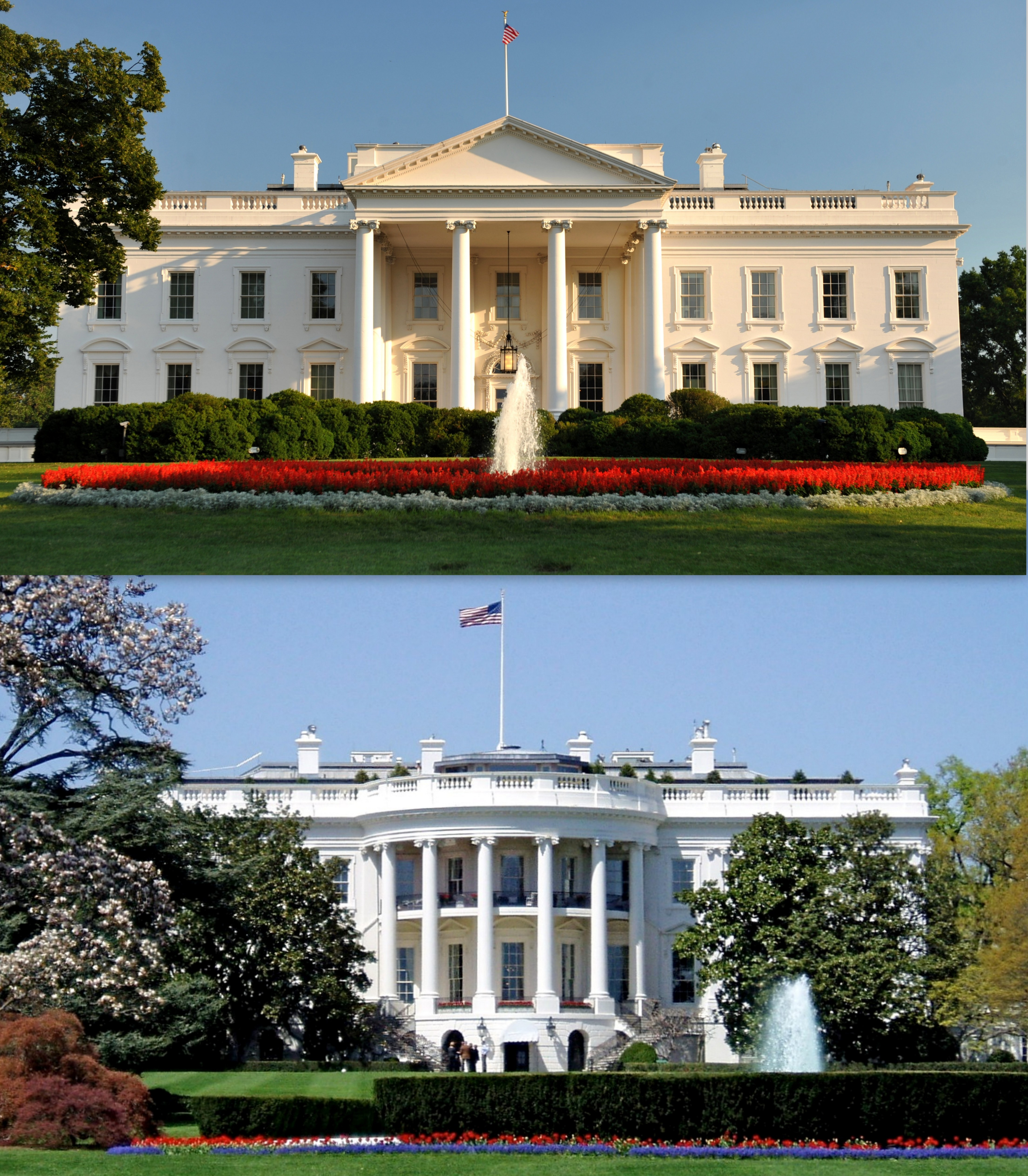
白宮

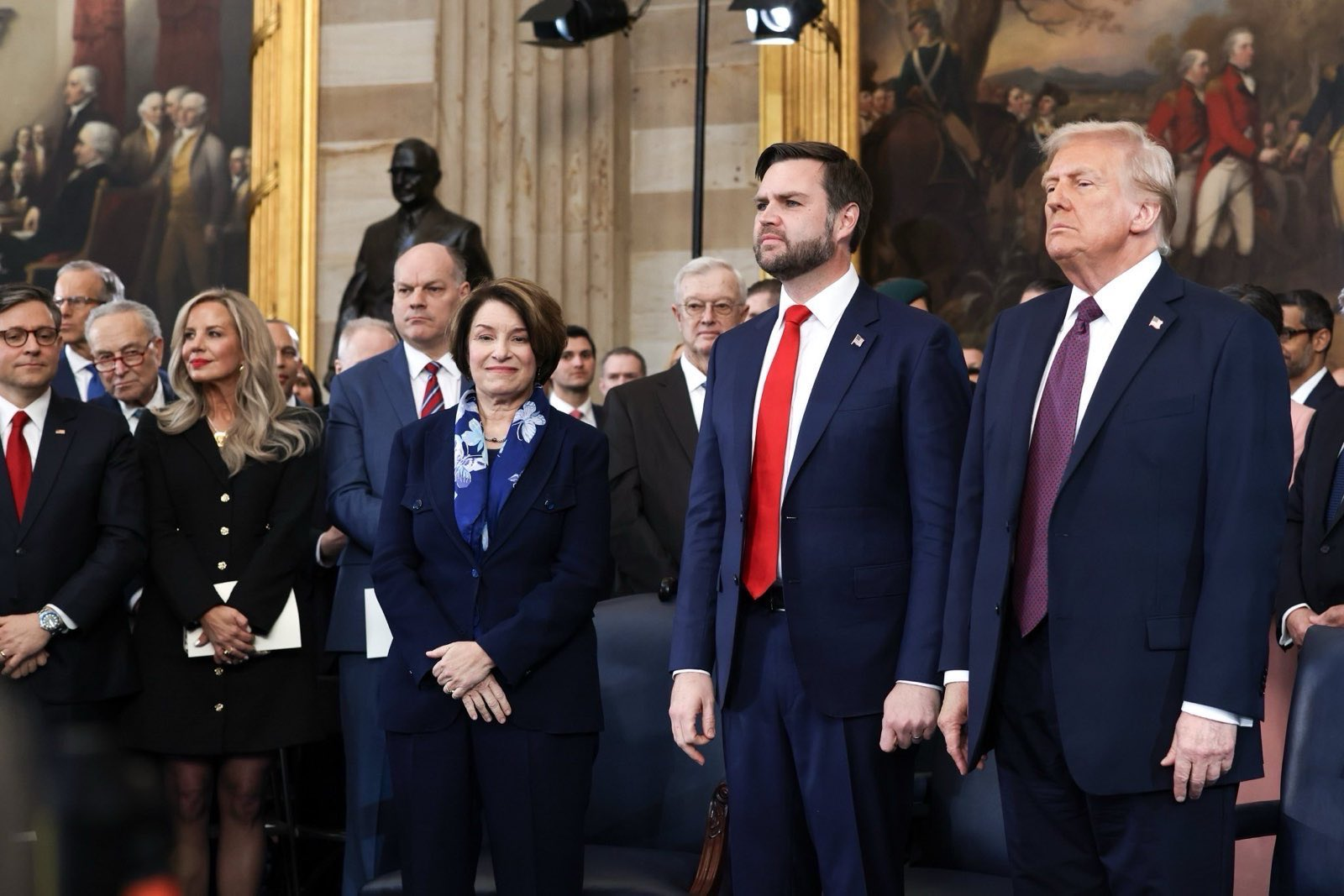
現任總統唐納·川普與副總統J·D·万斯

### 美國總統

#### 權力及職責
美國總統作為行政部門的首長，其職權源自《美國憲法》第二條。總統兼具國家元首與政府首腦的角色，既負責執行儀典性職務，也負責領導聯邦行政體系。根據憲法規定，總統需確保法律獲得忠實執行（take care that the laws be faithfully executed），並在就職時宣誓或聲明保護與維護美國憲法。總統本人不得違法，也不得命令屬下違反聯邦法律，否則將不符合「忠實執行法律」的憲法原則。
總統常以總統行政命令、公告或備忘錄等形式行使行政權力。此外，總統亦為美國三軍統帥，擁有對國防與軍事的最高指揮權。在外交方面，總統擁有接見外國大使與公使的權力，並被視為唯一具外交承認權的國家代表、美國的首席外交官。儘管國會亦有重要的對外事務立法職權，例如可宣布戰爭、制定禁運、或拒絕撥款設立駐外使館，但總統通常主導外交政策並擁有簽訂條約的權力，惟條約必須經參議院三分之二同意方可生效。
憲法亦賦予總統任命權，包括指派大使、領事、最高法院大法官與其他聯邦官員，須經參議院「建議與同意」程序通過。部分較低層官員的任命權則可由國會另行授權，交由總統、司法機構或部會首長執行。此外，總統擁有特赦權，可對聯邦犯罪案件給予赦免、減刑、免除罰金或發布大赦令，但不得適用於彈劾案件。總統在非正式權力方面亦具備重大影響，例如設定立法與政策議程，並在政黨內部擔任領袖地位。

#### 選舉及任期限制
美國總統與副總統通常以搭檔形式參選，透過選舉人團制度間接產生。每州所分配的選舉人票數等同於該州國會議員（即眾議員與兩位參議員）總數。哥倫比亞特區則依憲法修正案獲得與最少人口州相當的選舉人票數，最多不超過三票。若總統未經選舉即因繼任上任，其任期亦受特定限制。
依據《美國憲法》第二條第一款，總統須年滿35歲，居住美國14年以上，也一定要是「自然出生的美國公民」（通常解釋為出生時屬於美國公民者）或者是在憲法通過時為美國公民。美國各種官職中唯總統與副總統兩職具「出生時為美利堅合眾國公民」的任職要件。
最初憲法並未對總統任期設限，直至1951年通過第二十二修正案，始明文限制總統最多只能擔任兩屆，每屆四年。若某人是因接替而出任總統，且未滿兩年，仍可參選兩次；若已接任超過兩年，則僅能再選一次，故總任期不得超過十年。

#### 否決權及彈劾
根據《美國憲法》第一條「呈遞條款」（Presentment Clause），凡經國會兩院通過的法案，須呈交總統審核。總統可以簽署使之成為法律，亦可行使否決權，將其退回原提案的國會並附上理由。若總統在十天內（不含星期日）既不簽署亦不否決，則法案自動生效。但若國會於此期間休會，使法案無法退回，該法案則自動失效，此即所謂的「口袋否決」。國會可透過兩院各自達三分之二的多數推翻總統否決，惟實際發生頻率不高。
《美國憲法》明文規定，總統若犯有「叛國、賄賂或其他重大罪行與不當行為」，可由眾議院以過半數通過彈劾，再交由參議院審理，須獲得三分之二多數方可罷免總統。這一程序構成制衡機制的一環，用以保障憲政體系之正常運作。
總統無權解散國會，但於兩院在休會時間產生分歧時，可行使召集或解散權，惟歷史上從未有總統使用過這項權力。此外，總統可於「特殊情況」下召集國會開臨時會，以處理任命案、戰爭或緊急立法等事宜，強化其在非常時期之政治主導能力。

### 美國副總統
美國副總統是聯邦政府中位階僅次於總統的高級官員，協助總統處理國政，也是總統的執政夥伴、顧問和代表總統出席重要場合，其職責與權力具有跨越行政與立法部門的特性。根據《美國憲法》第一條第三款第四與第五節的規定，副總統在形式上屬於立法部門，擔任參議院議長，負責主持參議院的會議。雖然副總統並非參議員，但根據職務自帶的身分（ex officio），擁有在參議院表決出現平手時投下關鍵一票的權力，這是其在國會中的最重要職權之一。
此外，《美國憲法》第十二修正案賦予副總統主持國會聯席會議的職責，當選舉人團投票結果送交國會點算時，副總統即擔任會議主席，負責監督並宣布總統與副總統選舉的正式結果。此一儀式性與程序性任務體現副總統在選舉制度中的中立角色與憲政地位。
副總統同時也是總統繼任順位中的第一人。一旦總統因死亡、辭職或遭彈劾罷免而無法履職時，副總統即自動接任總統職務，這在美國歷史上已發生九次。當總統遭遇身體或精神上的短期或暫時無法執行職務情形時，根據《美國憲法》第二十五修正案，副總統可成為「代理總統」，臨時承擔總統的全部職權與職責，但其職銜仍為副總統。
因此，副總統一職在美國憲法體系中處於一種彈性與交錯的位置，可能隨事件推移而變更其所屬政府部門。當擔任參議院議長時，副總統的功能屬於立法部門；若繼任總統或臨時代理總統時，則完全或部分地轉入行政部門。正因如此，副總統在制度上的曖昧性與職權的重疊，引起憲政學界對其應如何明確歸屬於單一政府部門的爭論。

### 總統内閣
美國聯邦政府的行政部門由總統領導，其下設有多個部門與機構，構成一個龐大而多層次的行政體系。根據《美國憲法》第二條第二章的規定，總統需設立內閣，其主要功能是輔助總統施政並執行國會通過的法律與政策。內閣由副總統與15個主要行政部門的部長所組成，這些部門橫跨外交、財政、國防、司法、國內事務等多個領域，涵蓋了美國聯邦政府行政系統的核心。這15個部門包括：國務院、財政部、國防部、司法部、內政部、農業部、商務部、勞工部、衛生與公共服務部、住宅與城市發展部、運輸部、能源部、教育部、退伍軍人事務部與國土安全部 。各部門長官由總統提名，並需經參議院「建議與同意」程序確認。一旦任命通過，這些部長即成為所謂的「內閣秘書」（Cabinet secretaries），並隨時接受總統的指揮與撤換。
除了上述部長外，還有七位經總統指派的高級官員通常亦列入內閣會議，雖非部長級職位，卻對政策制定與行政協調具有高度影響力。這些官員包括白宮幕僚長、環境保護局局長、行政管理和預算局局長、美國貿易代表、駐聯合國大使、經濟顧問委員會主席以及小企業管理局局長
。他們的職責與職權各有不同，但多數與總統施政優先事項息息相關。

### 总统行政辦公室
行政部門之上設有一個重要的機構體系，即總統行政辦公室（Executive Office of the President）。該辦公室由富蘭克林·羅斯福總統於1939年設立，旨在為總統提供更有效率的決策輔助與政策規劃。總統行政辦公室受白宮幕僚長統籌管理，下屬機構包含白宫办公厅、國家安全會議、國土安全委員會、經濟顧問委員會、環境品質委員會、國家太空委員會、總統情報諮詢委員會、行政辦公室、管理和預算局、國家毒品控制政策辦公室、科學和技術政策辦公室、美國貿易代表處、美國副總統辦公室等。這些機構的職能橫跨國安、財政、經貿、科技、社會等諸多政策領域，是白宮政策運作的核心中樞。

### 聯邦機構及公營企業
除總統內閣和總統行政辦公室以外，聯邦政府行政部門下尚設有一批獨立機構，通稱聯邦機構，這些機構不隸屬任何一個部會，具有較高的自治性與專業性。聯邦機構由美國國會通過各法律條例而成立；首長由總統任命，參議院確認通過，並且各個獨立行政機構的首長直接向總統負責。此類機構包括美國郵政署（USPS）、國家航空暨太空總署（NASA）、中央情報局（CIA）、環境保護署（EPA）、美國國際開發署（USAID）等。這些機構在各自領域內擔負重要職能，例如NASA負責太空科技發展與探索，CIA專司海外情報收集與分析，EPA則執行環境法規與政策。
部分聯邦管理機構擁有較大的權力，由國會授權並負責制定和執行管理某一經濟領域的規章，通常涉及複雜的技術環節。主要的聯邦管理機構有證券交易委員會、聯邦貿易委員會、核管理委員會、食品和藥物管理局、聯邦電訊委員會、公平就業機會委員會、職業安全與健康管理局等。
另外，聯邦政府亦擁有若干公營企業，它們介於公共機構與私營企業之間，由政府全資或控股但依商業模式運作。較知名的例子包括聯邦存款保險公司（FDIC）與美國國家鐵路客運公司（Amtrak）。這些公司雖屬公營體系，但其營運目標強調效率與自負盈虧，目的在於提供特定公共服務的同時減輕政府直接行政負擔。

## 立法部門

### 国会

美国国会印章

美国国会是联邦政府的立法机关，依据《美国宪法》第一条设立，采取两院制结构，由参议院和众议院组成。参议院和众议院的成员一般是簡單多數选举产生的；但路易斯安那州和华盛顿州是实行两轮选举制。在选举机制方面，美国各州均采用“簡單多數”（得票最多者当选）的单一选区制，惟路易斯安那州和乔治亚州采取两轮选举制，缅因州与阿拉斯加州则采用排序复选投票制度。
众议院由435名具有投票权的议员构成，每名议员代表一个选区，其席次在各州之间的分配依据人口数量，每十年根据全国人口普查结果进行调整。每位众议员任期为两年，参选人必须年满25岁，具有美国国籍至少七年，并居住在其所代表的州。除这435名议员外，众议院还包括6名无投票权的成员：分别是来自哥伦比亚特区、关岛、美属维京群岛、美属萨摩亚、北马里亚纳群岛的五位代表，以及来自波多黎各的一位居民代表。这些无投票权代表可参与辩论与委员会工作，但不能在众议院全体会议上投票表决。众议院的所有成员必须通过选举产生，不能由任命产生。如有空缺，必须依法举行特别选举填补。相比之下，参议院的空缺可由州长临时指派。
与众议院不同，参议院由各州选出两名参议员组成，不论该州人口多少，全国共100名参议员。参议员任期为六年，每两年约三分之一的席位面临改选。若参议员席位出现空缺，各州法律通常赋予州长临时任命继任者的权力，直至举行特别选举。

#### 权力及职责
《美国宪法》赋予参议院和众议院各自特定的独立权力。参议院必须对总统的重要任命行使“建议与同意”权，这包括对内阁成员、联邦法院法官（包括最高法院大法官）、军队高级将领及驻外大使的提名进行审查并表决。相对而言，所有财政收入相关的法案必须由众议院首先提出。
所有联邦法律都必须由两院通过，并送交总统签署方可生效。总统可以否决法案，但如果两院各以三分之二的多数再次通过该法案，该法案仍可成为法律，即使总统未签署。国会的立法权限以宪法明文列举为限，其余权力由各州及人民保留。《宪法》还设有“必要与适当条款”，授权国会制定实施其明确权力所需的一切法律。
国会拥有弹劾和罢免联邦高级官员的权力，包括总统、联邦法官及其他联邦官员。弹劾程序始于众议院提出指控并表决通过，一旦通过，案件转至参议院审理并进行审判，最终决定是否将该官员免职。至2023年为止，美国共有三位总统遭众议院弹劾：安德鲁·约翰逊、比尔·克林顿以及唐纳德·特朗普（两次），但均未在参议院被判定罢免。
《美国宪法》第一条第八款列举了国会的具体权力，包括征税、发行货币及其管理、惩治伪钞、建立邮政系统、授予专利权、设立低于最高法院的联邦法院、惩治海盗及国际犯罪、宣战、建立与维持军队、制订军事规则、管理民兵组织、在哥伦比亚特区拥有专属立法权、调控州际贸易，以及制定与执行前述权力相关的必要法律。

#### 国会程序
《美国宪法》赋予两院各自决定内部议事规则的权力。基于这一条款，国会发展出广泛的委员会制度。委员会负责草拟法律、监督行政行为以及就全国性事务进行调查。第118届国会（2023年—2025年）中，众议院设有20个常设委员会，参议院设有19个，此外还有4个由两院联合组成的常设委员会，分别负责管理国会图书馆、政府印刷、税务政策和经济事务。除常设委员会外，两院还可根据特定议题设立特别委员会，以研究某些特殊问题。目前，大部分立法事务和政策审议工作由约150个次级委员会承担。
国会的监督职能是一项核心责任，目的在于防止浪费与舞弊，保护公民权利与自由，确保行政部门依法施政，收集立法信息、教育公众，并评估行政机关的绩效。国会监督的对象包括内阁各部、独立行政机构、监管委员会及总统本人。国会的监督形式多样，包括委员会质询与听证会、总统的正式报告与磋商、参议院对总统提名人选和条约的审查、众议院提出弹劾案及参议院的审判、在总统丧失履职能力或副总统职位空缺时依《美国宪法》第二十五修正案启动相关程序、以及议员与行政官员之间的非正式会晤等。

## 司法部門

### 联邦司法体系
美国联邦政府的司法部门依据《美国宪法》第三条设立，负责解释与适用联邦法律，对向国会的立法提出异议或要求予以解释的司法案件作出裁决，以及审理涉及触犯联邦法的刑事案。联邦法院还负责审理涉及一个州以上的或关系到一个州以上公民的案件，以及涉外案件。通过审理各类案件，司法部门在维护法治、裁定争议及界定宪法权力方面发挥着关键作用。《美国宪法》第三条第一款确立了联邦最高法院的存在，并授权国会根据需要设立下级法院。《1789年司法法案》首次将全国划分为若干司法管辖区，并为每一地区设立联邦法院，确立了三级法院体系：最高法院、13个联邦上诉法院、94个联邦地区法院及若干特别管辖法院。除最高法院外，国会有权对其他联邦法院进行重组或废除。联邦法院体系的设置虽由宪法规定，但其规模、机构数量与细节调整皆由国会决定。这种灵活机制使司法结构能随人口变化、案件类型演变与社会需求进行相应改革。
在该体系顶端，美国最高法院负责审理联邦政府相关事务、州际争端以及宪法解释等案件。它拥有废除违宪法律与行政命令的权力，并能通过判例设定未来司法裁决的准则。尽管宪法未明文赋予司法审查的权力，但该职能已被确立为司法部门的重要职责之一。历史上虽有其他两权分支无视法院判决的先例，但最高法院仍是宪法最终解释者。在最高法院之下是13个联邦上诉法院，负责受理下级法院判决的上诉案件，包括来自行政机构的直接上诉与部分临时裁定。最基层的联邦地区法院是联邦司法体系中处理联邦法适用范围内案件的初审法院，受理依据《司法法典》（《美国法典》第28编）提起的案件，这些案件必须符合联邦问题管辖权、异籍管辖权以及附带管辖权的法律原则。地区法院还可以审理移送管辖权下的案件，即当某一案件原本在州法院提起，但符合异籍管辖权的条件时，某一诉讼方可选择将案件从州法院移送至联邦法院审理。
联邦司法体系中有三类具有普通管辖权的法院，即地区法院、上诉法院与最高法院，处理民事与刑事案件。其他法院，如破产法院、税务法院，则是具有专属事务管辖权的专门法院，仅处理特定类型案件。破产法院前者由地区法院监督，因此不属于《美国宪法》第三条下的司法机构，其法官也无终身任期保障；税务法院则依据《美国宪法》第一条设立，同样不享有宪法第三条保障的独立性。联邦法院的案件受理范围涵盖依据宪法、国会立法或条约引发的争议；涉及外国使节的案件；联邦政府为当事人的争端；州政府与外国或其公民间的争议，以及破产案件等，这些统称为“联邦问题管辖权”。《美国宪法》第十一修正案限制了某些由一州公民起诉另一州政府的案件进入联邦法院的权限，但未影响州政府起诉外州公民的联邦法院管辖权。
最高法院由9名大法官组成。《美国宪法》第二条第二款规定，所有联邦法官均由总统提名，必须经参议院批准才能任职。根据《美国宪法》第三条第一款，规定联邦法官可在“行为良好”期间任职，以保障司法的独立性；在实践中，这通常意味着法官可以终身任职，直至去世、退休或辞职。如法官在任期间触犯法律，也可通过国会弹劾程序罢免。《美国宪法》还明确禁止国会削减在任联邦法官的薪酬；但对未来法官的薪资标准，国会仍保有立法权。这两条规定有助于使法官免受公众情绪或政治势力的影响，维护司法制度的独立性。联邦下级法院，包括其司法辖区、法官人数和经费均由国会确定。但是，总统有权在国会休会期间任命非终身任期的法官。主要负责交保、签发逮捕或搜查等司法令和一般违规听证的联邦地方行政法官则由联邦地区法院任命，任期为8年。

### 与州法院的关系
联邦法院体系虽为独立架构，但与各州法院系统之间存在复杂且密切的交互关系。每个州都有自己的法院系统，依据本州法律以及适用的联邦法律运作。尽管州政府与联邦政府在宪法上是“双重主权”，但在多数情形下，尤其当案件涉及联邦法律或宪法时，美国联邦最高法院是各州最高法院的上诉法院。各州最高法院是本州宪法与法律解释的最终权威。在某些情况下，若州法院明确依据本州宪法而非联邦宪法作出裁决，并确立该依据为“充分且独立的州法依据”，则联邦最高法院可选择不介入上诉程序。这一原则保障了州宪法与联邦宪法并行而不冲突的适用体系。
尽管位于同一地理区域，联邦法院与州法院彼此不受对方下级法院判例的约束。州法院只需遵循联邦最高法院对联邦法的解释，而不受其所在巡回区的联邦上诉法院或联邦地区法院解释的拘束。反之，联邦法院在适用州法时，则必须依据该州法院的解释，特别是在通过异籍管辖权审理州法案件时。根据伊利原则，当联邦法院因异籍管辖权而审理纯州法案件时，必须适用该州的实体法，但程序上仍依据联邦程序规则，即《联邦民事诉讼程序》、《聯邦刑事訴訟程序》与《联邦证据规则》。因此，伊利原则仅适用于要求联邦法院适用实体州法，而不延伸至州的诉讼程序规范。
联邦与州法院体系在某些领域拥有独占管辖权，例如移民事务、破产案件、联邦专利法仅能由联邦法院审理；而家庭法、继承法与大部分州级刑事案件则属州法院专属。另一方面，两者在部分领域拥有“并行管辖权”，即同一类型案件既可在州法院也可在联邦法院受理，这种安排增强了司法服务的灵活性。

## 联邦财政

### 政府收入
美国联邦政府主要依赖税收体系支撑国家各项运作。2024财政年度，美国联邦政府共收取约4.92万亿美元的收入，这些收入用于支付政府雇员薪资、维护国家基础设施、支持社会保障计划，以及向美国公民和企业提供各类服务。
个人所得税是联邦政府最主要的收入来源，占2024年总收入的近半（约49.3%）。这一税种由在美国居住或工作的个人根据其年收入按税级缴纳。政府通过这种方式获取与个人经济状况直接挂钩的资金，随着个人所得增加，税收也相应增长，反之则减少。因此，个人所得税的变化在很大程度上反映了整体经济的繁荣或衰退。
紧随其后的是社会保障与医疗保险税。这类税收专门用于资助社会保障（Social Security）与医疗保险（Medicare）计划。与个人所得税不同，这些税收被严格指定用途，不可挪作他用。社保税通常直接从雇员薪资中扣除，同时雇主亦需支付相应比例的匹配款项。政府将这些资金分别存入多个信托基金，用于退休金、残疾福利及老年医疗服务等项目。
企业所得税也是联邦财政收入的重要组成部分。尽管比例不及个人所得税，但大型企业和中小企业仍通过按利润缴税的方式为政府提供可观财政资源。企业税收的高低亦受宏观经济形势、利润变化以及税率政策影响较大。经济繁荣时，企业盈利增加，税收随之上涨；若经济放缓或税率降低，企业所得税收入也会减少。
联邦政府的收入来源还包括多种消费性税收和使用性收费。例如，联邦消费税（Excise Tax）适用于特定商品和服务，如燃油、酒精、烟草制品、飞机票及重型车辆等。尽管这些税种在总收入中所占比例较小，但仍能为特定用途如交通建设或环境保护提供稳定资金支持。
此外，遗产税适用于一定金额以上的遗产转移，在高净值人群中具有一定财政贡献。其他政府收费如各类许可证费用、自然资源使用费、土地租赁及执照申请费用也构成了联邦收入的一部分。部分政府机构，如内政部，通过国家公园门票、能源开采权租赁等方式获得收益，虽金额有限，但在资源管理与公众服务中发挥积极作用。
关税收入亦是联邦政府的财政来源之一，尤其来自对外贸易中征收的进口商品关税。这类收入受国际贸易环境影响较大。若美国对某些国家提高进口关税，而进口总量保持稳定甚至增长，则可增加联邦收入；但若关税升高导致进口商品减少，反而可能使这部分收入下降。因此，关税收入具有较强的不确定性和政策敏感性。
联邦政府的税收收入在经济高涨期会随居民和企业收入上升而增长；反之，在经济衰退、失业上升或税率下调时，财政收入也可能出现下滑。2024年，美国联邦政府创下历史最高的年度收入记录，这一成就部分归因于个人与企业盈利水平的提升，也与一定程度上的税收政策调整有关。

### 支出预算
美国联邦政府的支出预算，是联邦政府每年最重要的财政政策工具之一，决定着国家资源如何分配、服务项目如何推进，以及财政收支的总体平衡。预算年度自每年10月1日开始，至次年9月30日结束，以结束当年的年份为该财政年度的标识。例如2024财年指的是2023年10月1日至2024年9月30日。每年，联邦预算的制定通常从总统向国会提交的预算提案开始，该提案建议了下一财政年度各类项目的资金安排。预算案不仅反映政府的政策优先顺序，还须获得国会的审议和批准，方可最终生效。《美国宪法》赋予国会主导预算制定的权力，最终由总统批准成为法律。
联邦政府的预算支出涵盖了广泛领域，包括社会保障、国防、基础设施、教育、医疗保险、科研和公共服务等。为便于管理与分类，这些支出被划分为约20个功能类别（budget functions），例如国家防务、交通运输、健康医疗等。除了这些具体用途的支出外，联邦政府还需支付其所欠债务的利息。随着联邦债务总额的增加，利息支出也呈上升趋势，成为财政负担中的重要一环。
联邦预算支出主要分为两大类：强制性支出（mandatory spending）与自由裁量支出（discretionary spending）。强制性支出约占每年联邦支出总额的三分之二，其支出项目由现行法律决定，不需国会每年单独通过。例如社会保障、医疗保险和部分退伍军人福利等属于强制性支出。相对而言，自由裁量支出则需每年由国会通过拨款程序决定，涉及国防、教育、住房、交通等广泛领域。除此之外，还有一类称为补充拨款（supplemental appropriations）的支出，用以应对财政年度开始后突发的额外需求，如自然灾害救援、国际危机应对或战争行动。
联邦政府的财政收入主要来源于税收和借贷，但在支出常年高于收入的背景下，政府需通过发行国债弥补预算赤字。因此，预算赤字即指政府某一财政年度支出超过收入的差额，若相反则为预算盈余。以2024财政年度为例，联邦政府支出总额达6.75万亿美元，支出总额超过财政收入，形成财政赤字。这一支出约占该年度国内生产总值（GDP）的23%，也即美国整体经济活动的五分之一以上由联邦政府支出驱动。

### 国家债务
美国国家债务是联邦政府为了支付历年来累计支出所借入的资金总额。每当一个财政年度中，联邦政府的支出超过其收入时，就会产生预算赤字。为了弥补赤字，政府通过发行可流通的债务证券来借款，包括国债、国库券、票据、浮动利率票据以及通胀保值债券（TIPS）。联邦政府之所以需要借款，是因为现有税收收入不足以覆盖持续性的支出与投资。这种收入不足可能源于减税政策，或是经济低迷导致个人和企业的收入减少。而与此同时，政府对社会福利、基础设施、医疗和国防等领域的支出仍在增加，从而进一步扩大财政赤字并推高国家债务。国家债务正是这种长期借款及其所产生利息的累积结果。
由于联邦预算持续多年入不敷出，赤字累积形成了庞大的联邦债务。根据国会预算办公室（CBO）2024年2月的预测，在现行法律不变的前提下，美国联邦政府所持公共债务占GDP的比例将在2024年达到99%，至2034年升至116%，并持续增长至2054年达到172%。这主要是由于强制性支出与利息支出的增长速度超过税收收入与经济增长速度所致，这一趋势意味着联邦债务将长期处于增长态势，财政可持续性面临严峻挑战。截至2025年7月，美国国家债务已达到36.60万亿美元。
美国的国家债务可以区分为不同类型，一方面按照是否可在市场交易分为“可流通”和“不可流通”两类，另一方面还依据持有者身份分为“公众持有债务”和“政府自持债务”（即政府机构间债务）。这笔国家债务并不包括各州和地方政府的债务，也不涵盖个人信用卡或抵押贷款等私人债务。与个人借款需支付利息类似，联邦政府也需为其债务支付利息。政府需支付多少利息，取决于总债务规模以及相关债券的利率。尽管过去十年国家债务不断增加，但利息支出总体保持相对平稳，这是由于联邦政府借款时的利率维持在较低水平，同时国际投资者普遍认为美国政府的违约风险极低，从而维持了对美国国债的强劲需求。
在联邦财政运作中，国会设定的“债务上限”是一个重要机制。债务上限是国会对联邦政府总债务规模所设定的最高限额，它限制财政部能否继续举债来支付即将到期的账单和未来的政府支出。一旦债务达到上限，政府便无法进一步扩大债务规模，可能因此失去支付日常账目和维持运作所需支出的能力。不过在这种情况下，财政部仍可依据国会授权采取“非常规措施”，例如暂时暂停部分政府内部债务，用于腾出借款空间，以短期维持政府运作，但这一手段只能维持有限时间，无法长期替代提高债务上限的立法程序。